# برزیل در المپیک تابستانی ۲۰۱۶

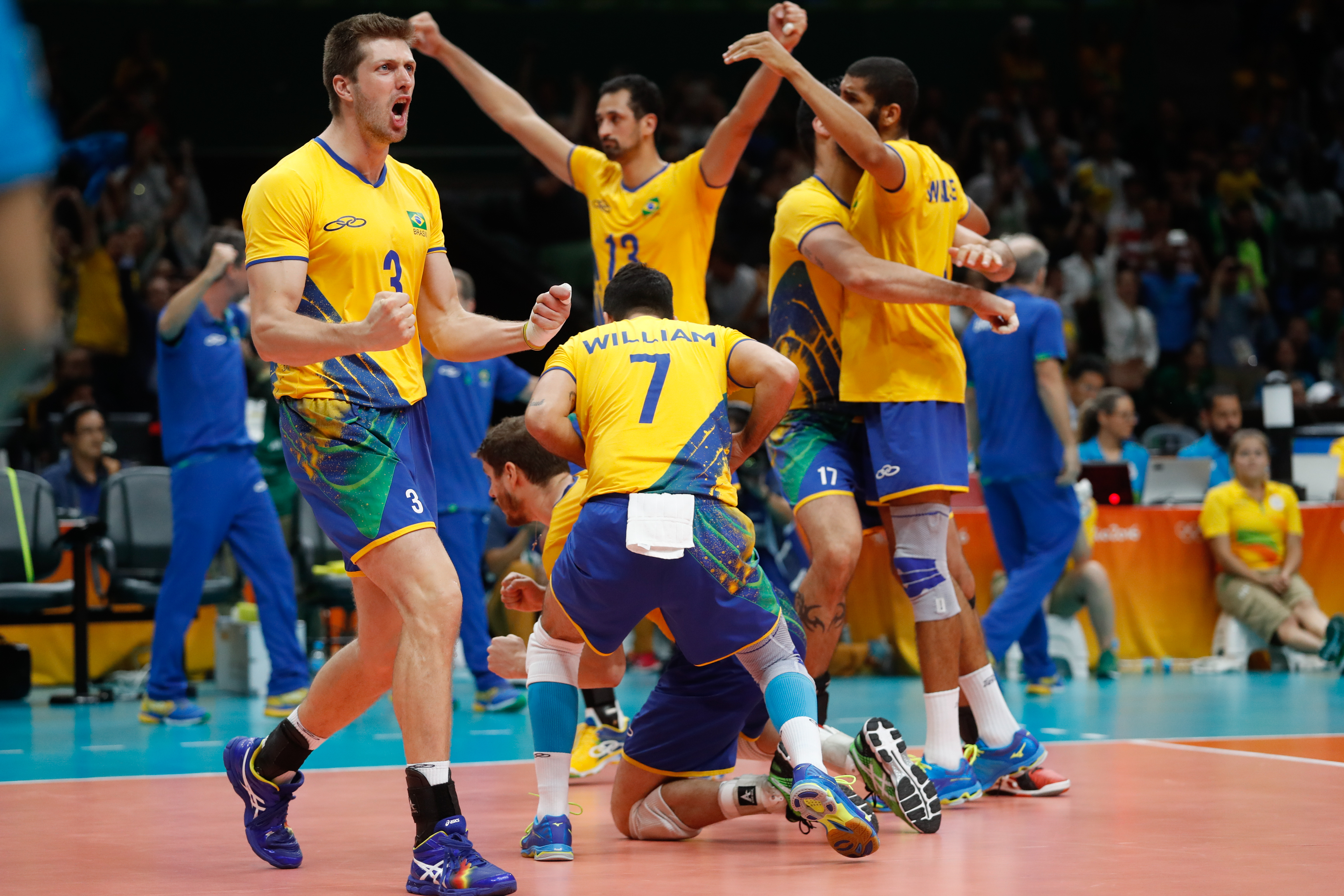
المپیک ۲۰۱۶

برزیل در بازی‌های المپیک تابستانی ۲۰۱۶ (انگلیسی: Brazil at the 2016 Summer Olympics) با حضور ۴۶۵ ورزشکار در ۲۸ رشته ورزشی به عنوان میزبان حضور یافت.
تا پایان روز هفتم با ۱ مدال طلا و مجموع ۴ مدال، رتبه ۲۲ مدالی را در میان همه کشورهای حاضر بدست آورده است.